# Aeroportul Rockhampton
Aeroportul Rockhampton (IATA: ROK, ICAO: YBRK) este un aeroport din Queensland, Australia ce deservește zona Rockhampton. Aeroportul a fost tranzitat în 2022 de 484.711 pasageri. A fost numit după zona deservită.
Situat la o altitudine de 10 m, aeroportul dispune de o singură pistă.